# NGC 3017
NGC 3017 је елиптична галаксија у сазвежђу Секстант која се налази на NGC листи објеката дубоког неба.
Деклинација објекта је - 2° 49' 17" а ректасцензија 9h 49m 3,0s. Привидна величина (магнитуда) објекта NGC 3017 износи 13,5 а фотографска магнитуда 14,5. NGC 3017 је још познат и под ознакама MCG 0-25-19, CGCG 7-40, NPM1G -02.0240, PGC 28220.